# Callopistria quadrinotata
Callopistria quadrinotata är en fjärilsart som beskrevs av Walker 1864. Callopistria quadrinotata ingår i släktet Callopistria och familjen nattflyn. Inga underarter finns listade i Catalogue of Life.